# Cratere Lyot (Luna)
Lyot è un grande cratere lunare di 150,6 km situato nella parte sud-orientale della faccia visibile della Luna.
Il cratere è dedicato all'astronomo francese Bernard Lyot.